# Saint-Moritz
Pour l’article ayant un titre homophone, voir Saint-Maurice.
Saint-Moritz est une commune suisse du canton des Grisons située dans la région de Maloja. Les trois langues qui y sont parlées sont l'allemand, l'italien et le romanche. La ville est nommée respectivement Sankt Moritz, San Maurizio et San Murezzan dans ces idiomes.
Saint-Moritz est une des plus anciennes stations de sports d'hiver du monde. Elle a organisé à deux reprises les Jeux olympiques d'hiver, en 1928 et 1948.
Grâce à ses nombreux palaces, ses cures thermales, son casino et son polo sur lac gelé, Saint-Moritz attire depuis 1864 « la haute société ».

## Géographie
Saint-Moritz est située dans l’Engadine, au bord de l’Inn. La commune regroupe également les localités de Suvretta et de Champfèr (dont une partie se trouve toutefois sur la commune de Silvaplana).
La station se divise en deux parties : Saint-Moritz-Dorf (1 822 m d’altitude), le village lui-même, regroupé autour d’une tour inclinée (campanile de l’église Saint-Mauritius) et Saint-Moritz-Bad (1 774 m d’altitude), à l’embouchure de l’Inn dans le lac, là où se trouvent les hôtels les plus récents et les établissements thermaux.
Par la position qu’elle occupe, la station de Saint-Moritz est un carrefour d’itinéraires touristiques suisses et internationaux. Elle s’étale en gradin au-dessus de son lac.
Les domaines skiables du piz Corvatsch (3 303 m d'altitude) et du piz Nair (3 057 m d’altitude) surplombent la station.
Le territoire communal culmine au piz Güglia (3 380 m d’altitude).

### Climat
L'altitude joue beaucoup sur le climat. Selon la classification de Köppen, le climat de Saint-Moritz est de type (Dfc), c'est-à-dire un climat subarctique. Les hivers sont longs et très froids et la neige peut tomber en abondance. Les étés sont courts et doux. La température moyenne est de 2 °C environ.

### Écologie
Situées à 1 800 m d'altitude, les tourbières de Mauntchas et Choma Sur sont parmi les plus hautes d'Europe. Elles se sont formées après le retrait du glacier de la Bernina, laissant la place à des marais progressivement colonisés par des sphaignes formant des buttes. Le marais central et les bordures abritent une flore particulière (Sphagnion magellanici) ; elles sont entourées de forêts d’arolles, mélèzes d'Europe (Larix decidua) et épicéas (Larici-Pinetun-Cembrae). Elles sont menacées d'assèchement à la suite des drainages, des piétinements des cerfs et des humains.

## Histoire
Les sources thermales étaient vraisemblablement connues à l'âge du bronze.
L'église de Saint-Moritz est mentionnée pour la première fois dans un document officiel en 1139.

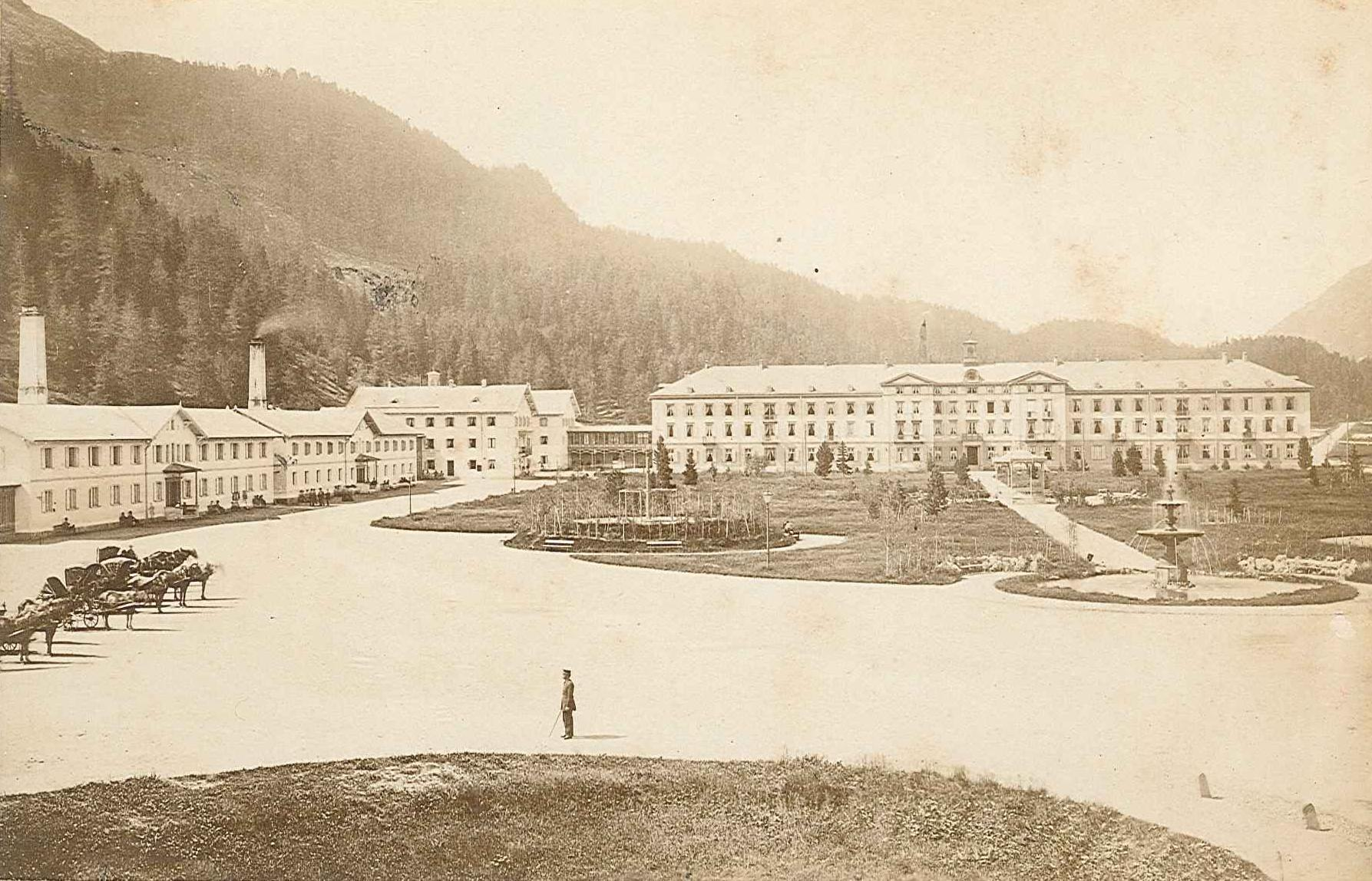
Bains à Saint-Moritz vers 1881.

Réputée à l'origine pour les vertus curatives de ses sources ferrugineuses, Saint-Moritz s'est développée à partir de 1864. Attirant les premiers skieurs, patineurs et autres joueurs de curling sur lac gelé en provenance d'Écosse, la station devient très vite un rendez-vous mondain de premier ordre pour toute l'Europe. C'est en effet dans ce cadre que la tradition situe l'innovation de l'hôtelier Johannes Badrutt qui, un soir de l'automne 1863, parvient à convaincre ses quelques touristes anglais de revenir séjourner les fêtes de Noël dans son hôtel de l'Engadiner Kulm, s'engageant à rembourser leur voyage s'il ne fait pas beau dans la station, développant ainsi la mode des vacances de neige. En 1885, il propose des paires de ski à ses hôtes afin de les divertir, favorisant ainsi les sports d'hiver pendant la morte saison.

Vue aérienne (1954).

Saint-Moritz a été la première commune de Suisse à s'éclairer à la lumière électrique (1878)[réf. nécessaire]. Elle fut également l'une des premières à inaugurer un téléski (1935) après Davos (1934).
Les Jeux olympiques d'hiver qui s'y déroulèrent en 1928 furent les premiers à se tenir en Suisse. Ils s'y tinrent également en 1948, de même que les championnats du monde de ski alpin de 1934, 1948, 1974, 2003 et 2017. Le film documentaire Le Stade blanc, réalisé par Arnold Fanck en 1928, présente ces Jeux contemporains.

## Économie
- Air Engiadina, basée sur l’aérodrome de Saint-Moritz-Samedan.

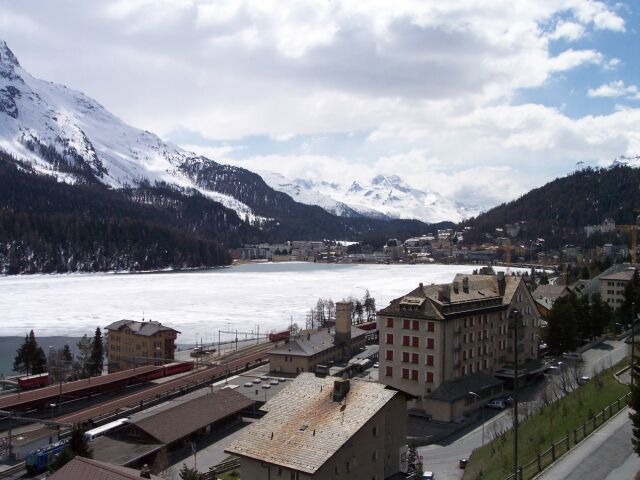
Vue du lac et de la ville.

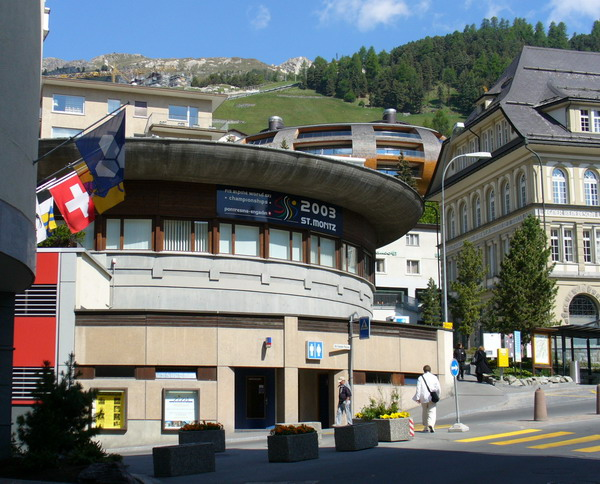
Le village.

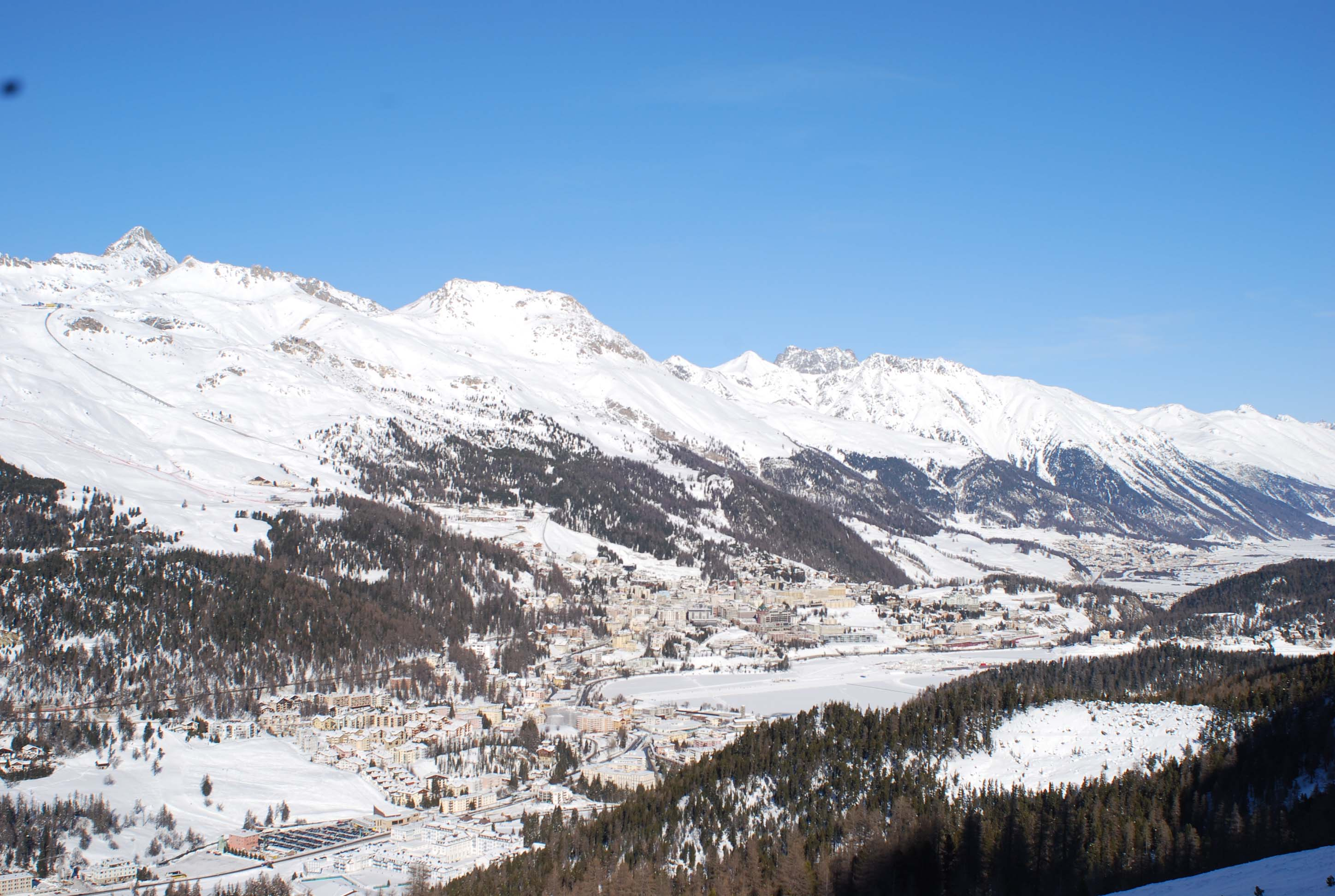
Vue depuis Corvatsch.

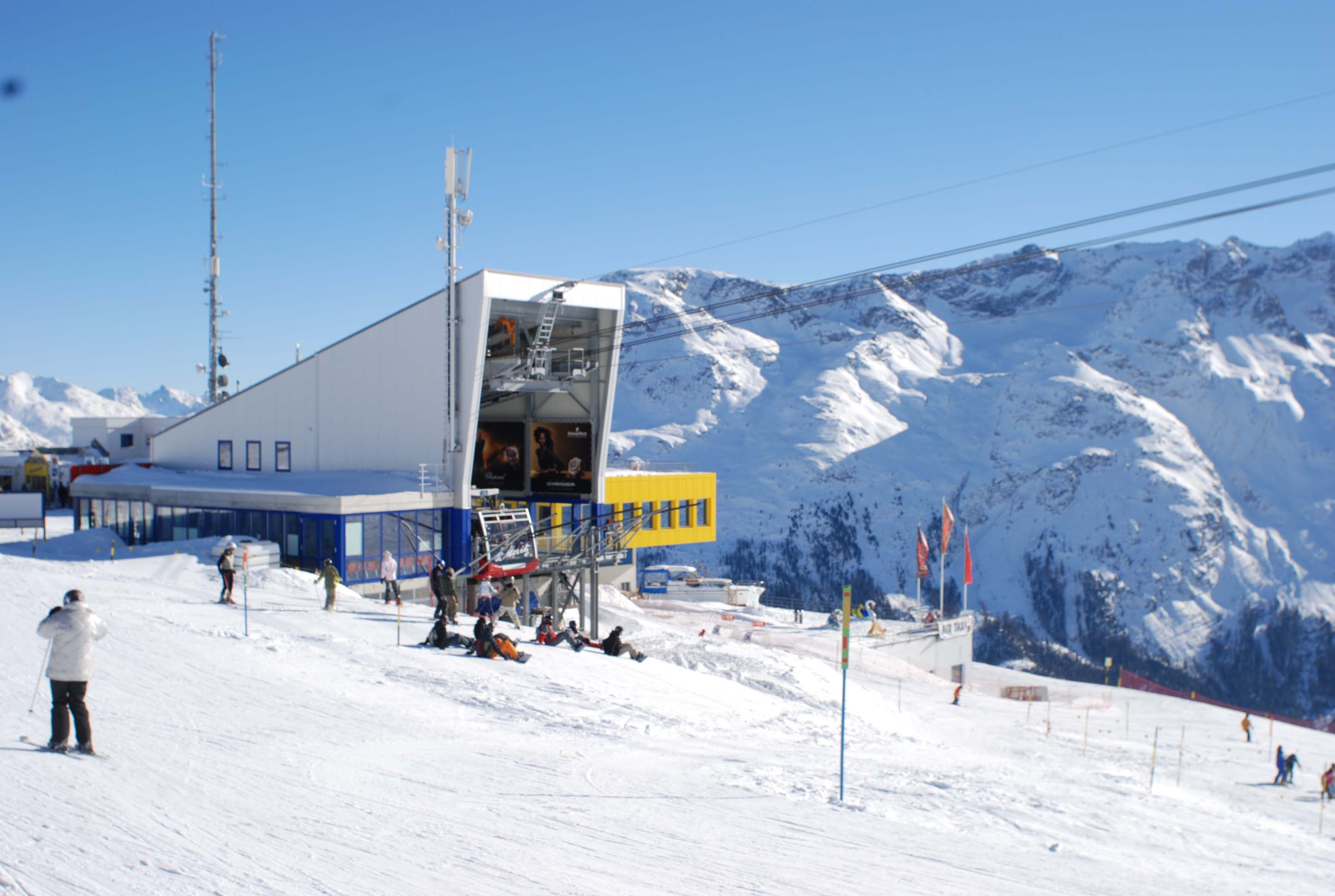
Corviglia.

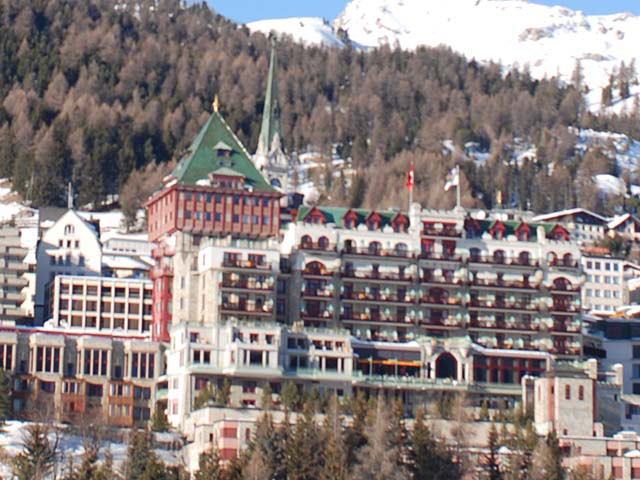
Le Palace Hotel.

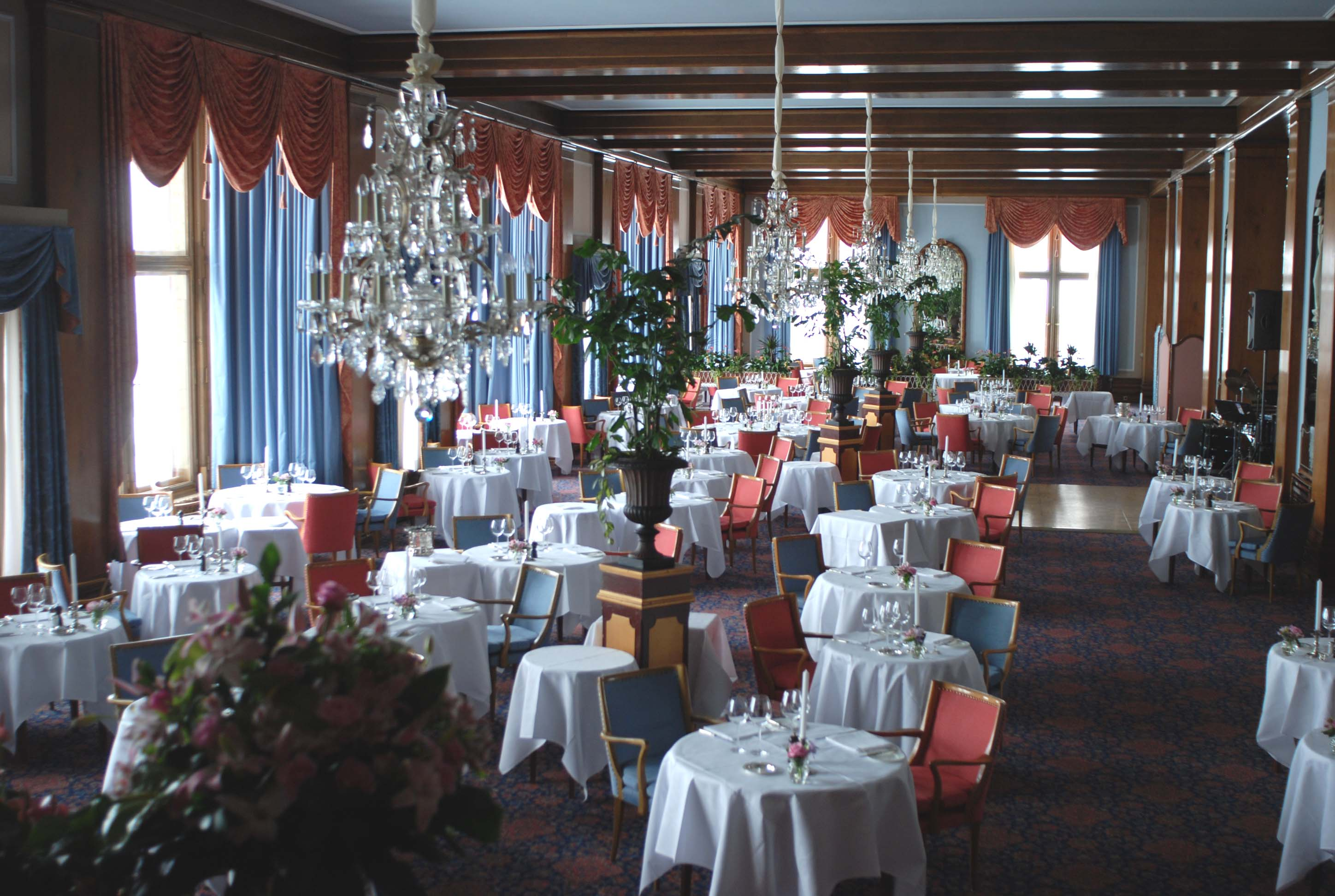
Le Palace Hotel (salle à manger).

## Hôtels, restaurants
- L'Hôtel Kulm est le palace emblématique de Saint-Moritz. Il fut construit en 1864 et est ainsi le plus ancien hôtel de la station. C'est en ces lieux que se sont véritablement développées les vacances de sport d'hiver. Fait remarquable, c'est dans la salle du grand restaurant de l'hôtel, en 1878, qu'est apparue pour la première fois l'électricité en Suisse.
- Badrutt's Palace Hotel, au centre de Saint-Moritz-Dorf. Construit en 1896, le Palace Hotel est une « institution » qui a accueilli et continue d'accueillir les célébrités des arts (Richard Strauss, Herbert von Karajan, etc.), du cinéma (Marlene Dietrich, Alfred Hitchcock, etc.), de la politique (le Shah d'Iran, le roi Hussein de Jordanie…), des affaires (Gianni Agnelli, Stávros Niárchos, Aristote Onassis et Ivan Glasenberg…) et de la jet set (l'Aga Khan, Gunter Sachs).
- Kempinski Grand Hôtel des Bains, à Saint-Moritz-Bad
- Suvretta House
- Hôtel Carlton
- Hôtel Giardino Mountain
- Restaurant Jöhri's Talvo à Saint-Moritz/Champfèr

## Transports

### Ferroviaire
- Ligne de l'Albula des Chemins de fer rhétiques, reliant Coire à Saint-Moritz.
- Ligne de la Bernina des Chemins de fer rhétiques, reliant Saint-Moritz à Tirano.

### Aviation
- Aérodrome à Samedan

## Culture et patrimoine

### Héraldique
| Blason | Blasonnement : D'or au saint Maurice nimbé d'argent et cuirassé d'azur issant et tenant de la dextre un drapeau triangulaire d'azur à la croix du champ et à la hampe de gueules, et de la senestre une épée. |

### Monuments et curiosités

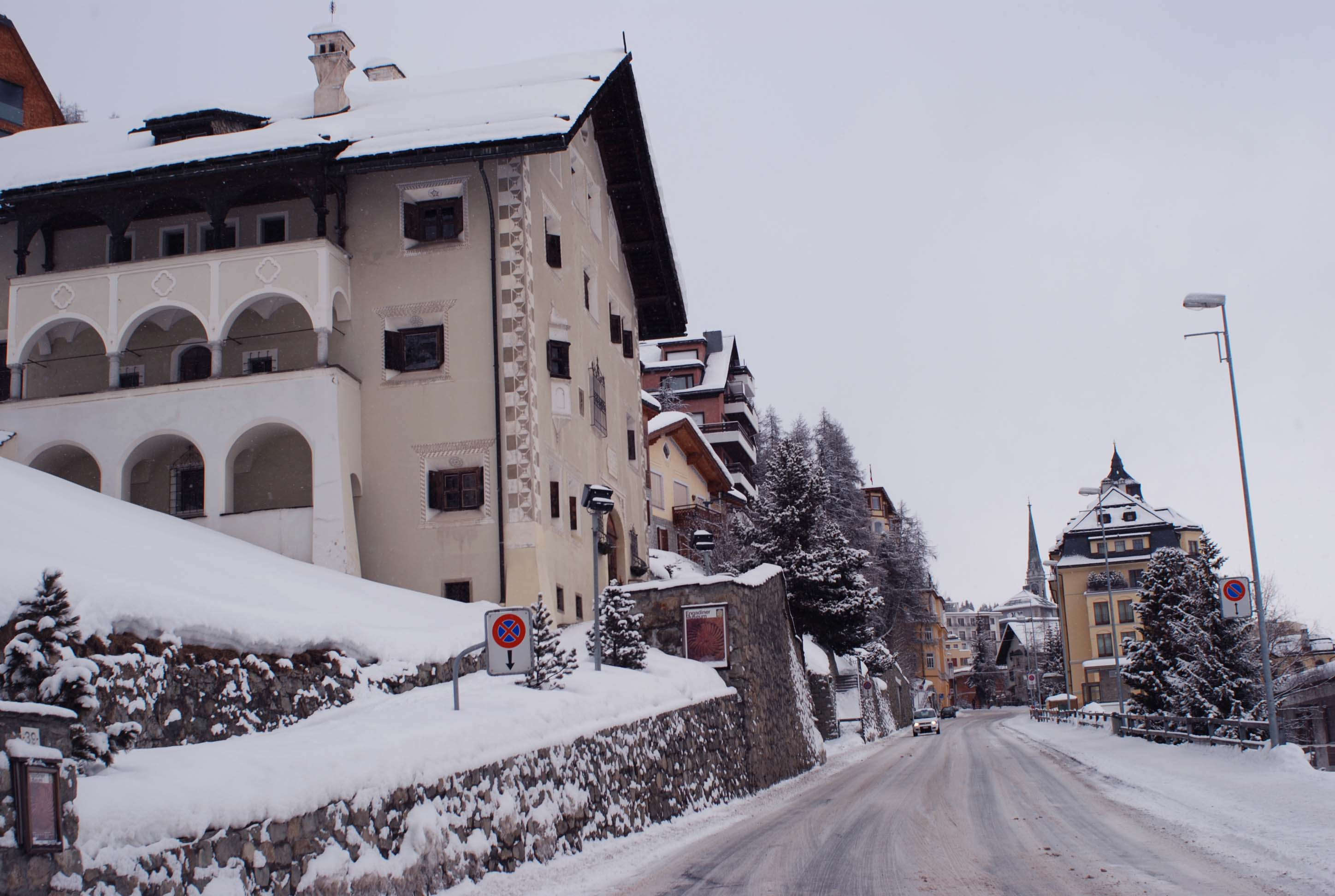
Le musée de l'Engadine à l'entrée du village.

- Musée de l'Engadine, donne un aperçu du mode de vie traditionnel de l'Engadine[11].
- Musée Segantini[11].
- Musée Berry, situé dans l'ancienne Villa Arona.

### Manifestations
- Festival Snow and Symphony
- Festival Art and Symphony
- Festival d’opéra
- Marathon de l’Engadine (ski de fond)
- Marathon de planche à voile Engadinwind
- Coupe du monde de polo sur neige Cartier (tournoi de polo sur glace enneigée)
- White Turf (courses de chevaux sur glace enneigée)
- Enchères de joaillerie organisées par Sotheby's et Christie's

### Personnalités
- Giovanni Segantini (1858-1899), peintre.
- Peter Robert Berry, médecin et peintre connu pour ses peintures des cols du Julier et de la Bernina.
- Arno Del Curto (1956-), entraîneur du HC Davos.
- Gian-Franco Kasper (1944-2021), Dirigeant sportif.

## Hôtes réguliers de la station
- Friedrich Nietzsche découvrit l’Engadine en séjournant à Saint-Moritz (pension Helvetia) durant l’été 1879, puis à Sils-Maria à l’occasion de sept séjours estivaux (1881 et 1883 à 1888).
- Minna Caroline von Goldschmidt-Rothschild (1857-1903), a participé au « lancement » de Saint-Moritz comme station de sports d'hiver à la fin du XIXe siècle.
- Marcel Proust y séjourna brièvement, et fait part de son expérience dans Les Plaisirs et les Jours (chapitre Présence réelle)
- Herbert von Karajan, chef d’orchestre
- Elisabeth Mann-Borgese, fille de Thomas Mann
- Juan Carlos, roi d'Espagne
- Stávros Niárchos, armateur grec
- Vaslav Nijinski, (1889 ou 1890-1950), le grand danseur et chorégraphe des Ballets russes, a séjourné dans la Villa Guardamunt, propriété de ses beaux-parents au-dessus du village de Saint-Moritz, entre 1917 et 1919 ; il y a écrit son journal intime, publié dans sa version intégrale en français sous le titre de Cahiers. Enfin, il a dansé sa dernière danse en public à l'hôtel Suvretta, dans le village.
- Soraya Esfandiari Bakhtiari et le Chah d'Iran
- L'Aga Khan

## Ski et sports d'hiver

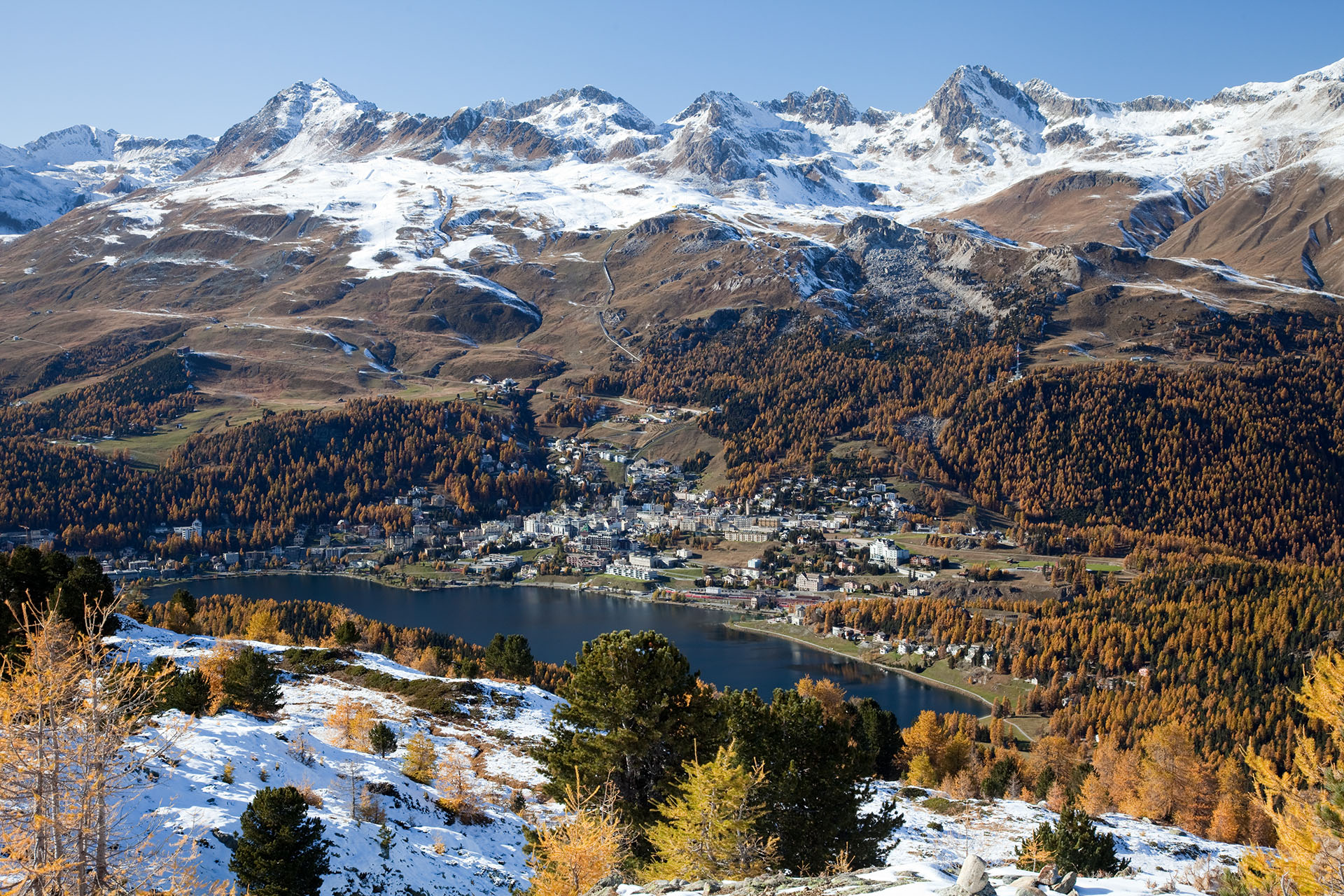
Vue sur Saint-Moritz et son lac, prise depuis Muottas da Schlarigna.

Pour accéder aux 350 km de pistes autour du piz Nair, on peut emprunter le funiculaire qui relie en dix minutes la ville à Corviglia, à 2 486 m d’altitude.
Un téléphérique relie en dix minutes Corviglia au piz Nair à 3 057 m d’altitude. Là, une terrasse offre un panorama circulaire englobant les sommets de la Bernina et les 25 lacs de la Haute Engadine.
Le piz Corvatsch, accessible en bus puis en téléphérique, est à 3 303 mètres, le point de départ de pistes de ski. Longue de huit kilomètres et éclairée le vendredi soir (dans sa partie inférieure), la piste de Corvatsch à Silvaplana, près de Saint-Moritz-Bad, est une des plus longues de Suisse.
Saint-Moritz est le berceau du skeleton et du bobsleigh, notamment grâce à ses pistes Stade Olympia Bobrun et Cresta Run.
Saint-Moritz accueille les finales de la coupe du monde de ski alpin 2016.

## Jumelage
Saint-Moritz est jumelée avec Kutchan (Japon), Westerland (Allemagne), Bariloche (Argentine), Vail (États-Unis) et Zikhron Yaakov (Israël).

## Jeux olympiques
- Jeux olympiques d'hiver de 1928
- Jeux olympiques d'hiver de 1948

## Championnats du monde de ski alpin
- Championnats du monde de ski alpin 1934
- Championnats du monde de ski alpin 1948
- Championnats du monde de ski alpin 1974
- Championnats du monde de ski alpin 2003
- Championnats du monde de ski alpin 2017